# Puma incurva
Puma incurva — вимерлий вид роду Puma. Його було описано на основі скам'янілостей із ранньо-плейстоценового стоянки Сварткранс у ПАР. Puma incurva була кішкою розміром з леопарда.

## Таксономія
Puma incurva була раніше описана в 1956 році як вимерлий підвид леопарда під назвою Panthera pardus incurva. Ця назва була загальноприйнятою, поки в 2023 році під час перегляду матеріалу не було зазначено, що, хоча деякі риси скам’янілостей були незвичними для леопарда, вони були значно більш схожими на членів роду Puma.